# Gradišče pri Lukovici
Gradišče pri Lukovici je naselje vzhodno od Domžal v Občini Lukovica, pod Gradiškim gričem (488 m). Na griču je nekoč stalo gradišče, arheologi so pri raziskavah terena izkopali predmete iz 
halštatske dobe, latenske dobe in rimskega obdobja. Na pobočju griča stoji cerkev sv. Marjete iz prve polovice 16. stoletja z ločenima zvonikoma. Na 
fasadi se je ohranil del freske sv. Krištofa
s štirimi svetniki.
Pod vasjo je bilo leta 2001 zajezeno umetno jezero, Gradiško jezero.